# Desmos viridiflorus
Desmos viridiflorus är en kirimojaväxtart som beskrevs av William Edwin Safford.
Desmos viridiflorus ingår i släktet Desmos och familjen kirimojaväxter. Inga underarter finns listade i Catalogue of Life.